# Tun (compte long)
Pour les articles homonymes, voir Tun.
Un tun est la troisième unité de mesure du système calendaire mésoaméricain appelé compte long ; par exemple, dans la date 12.19.6.15.0 (1er janvier 2000, selon la corrélation GMT), le nombre de tuns est 6 (troisième nombre en partant de la gauche). Un tun représente une période de 18 uinalob (360 jours), soit environ une année tropique.